# Iulia Vântur
Iulia Vântur (n. 24 iulie 1980, Iași, România) este o prezentatoare de televiziune, model, actriță și cântăreață română, remarcată îndeosebi pentru rolul de coprezentator al unuia dintre cele mai populare și longevive show-uri TV live din România, Dansez pentru tine, alături de Ștefan Bănică Jr.. Timp de 10 ani a fost prezentatoarea știrilor PRO TV, din 2006 devenind prezentatoarea știrilor în prime time și weekend. A primit numeroase premii pentru activitatea sa în televiziune, Iulia Vântur fiind considerată una dintre puținele vedete TV care au realizat performanța de a prezenta numai emisiuni live.
Debutul său în actorie a avut loc în anul 2011 pe scena teatrului Metropolis, în piesa Lautrec la bordel, în regia lui Horațiu Mălăele. Cu aceeași piesă a participat și la Festivalul Internațional de Teatru de la Sibiu.

## Biografie
Iulia Vântur s-a născut în 1980 la Iași, într-o familie modestă de intelectuali, orientați în susținerea valorilor umane. Începe să practice încă din copilărie sporturi precum volei și baschet, formându-și bazele pentru cariera în modeling.

## Activitatea

### Cariera în modeling
Iulia Vântur este remarcată în adolescență de o casă de modă locală. A urcat pentru prima dată pe scenă ca manechin la 15 ani, iar la 17 ani a devenit instructor de modele în Iași, Botoșani și Suceava. Ca manechin a participat la festivalurile naționale de modă, unde a câștigat premii pentru “cel mai bun manechin, model”. A fost selectată pentru Miss România (însă nu a participat fiind în turneu cu trupa de manechine în calitate de antrenor.

### Cariera în televiziune
Iulia Vântur a devenit pentru prima dată prezentator TV al unei emisiuni magazin la Europa Nova, o stație locală TV. Ulterior s-a prezentat la un casting pentru postul de prezentator de știri la televiziunea BIT IAȘI, unde a lucrat aproape doi ani.
A urmat PRO TV Iași, câștigând o preselecție complexă la care s-au înscris 800 de concurenți. Într-un interviu, mulți ani mai târziu, își amintea de această experiență: „La Pro Tv Iași mi-am ridicat temelia carierei mele. Am fost prezentator, reporter, corespondent, editor, producător, editor de montaj. Într-o stație locală trebuie să știi să faci de toate. Am muncit mult, am trecut prin experiențe diverse, din care am învățat cât de importantă este comunicarea în echipă, împărtășirea aceleiași pasiuni pentru televiziune. Ziua de muncă începea la 5 dimineața și se termina la ora 12.00-1.00 noaptea.”
La PRO TV Iași a moderat și talk show-ul politic Angajăm primar în timpul campaniei electorale.
Din 2006 prezintă știrile dimineților de week-end la PRO TV, intrând astfel în liga mare a vedetelor trustului PRO. I-a avut ca parteneri de prezentare pe Cristian Leonte, Cosmin Stan și Cătălin Radu Tănase, ulterior susținând cu succes întreaga emisiune de știri ca prezentator singular.
Din toamna anului 2006 este co-prezentatoare a megashow-ului Dansez pentru tine alături de Ștefan Bănică Jr., emisiune aparținând formatului internațional Dancing with the stars. Emisiunea este considerată un maraton de entertainment live ce devine ani la rând cea mai urmărită emisiune TV din istoria televiziunii din România.

### Cariera în cinematografie
În 2008, Iulia Vântur joacă in filmul american Bunraku, în regia lui Guy Moshe, din distribuția căruia fac parte Demi Moore, Josh Hartnett, Woody Harrelson, Ron Perlman.
În 2013 are mai multe „apariții eveniment” în Las Fierbinți, Serviciul Român de Comedie, cât și în episodul aniversar La bloc, în care interpretează rolul „Iulia Vântur”.
În 2014, Iulia Vântur joacă în filmul indian O Teri song Umbakkum, o peliculă produsă de Atul Agnihotri, avându-i în rolurile principale pe îndrăgiții actori bollywoodieni Pulkit Samrat și Sarah Jane Dias, în regia lui Umesh Bhisht, un film lansat în India în luna martie 2014.

### Cariera în radio și publicitate
Formându-și experiența în interacțiunea LIVE, Iulia Vântur a cochetat cu radioul de mai multe ori ca invitat, dar și ca prezentator ocazional al matinalului de la PRO FM.
De asemenea, Iulia Vântur a prezentat importante evenimente business și fost Brand ambasador pentru Mercedes și alte branduri premium.

### Campanii umanitare
Iulia Vântur a fost și este în continuare implicată în numeroase campanii și acțiuni umanitare, sociale și ecologice:
- Este susținător al Hospice – Casa Speranței,
- susținător al Asociației Mai Mult Verde,
- susținător al proiectului „Let’s Do It Romania”,
- susținător al campaniei împotriva violenței domestice inițiate de revista Marie Claire,
- susținător al campaniilor Știrilor PRO TV „Avem viață în sânge” și „Stop torturării animalelor”,
- susținător al campaniei protv.ro pentru copii – „Povești de Pici”,
- susținător al Asociației „Copacul de hârtie”

### Pasiuni
Pasiunile Iuliei Vântur sunt muzica, actoria, dansul, călătoriile, sportul, yoga, meditația, psihologia, dezvoltarea personală.
În perioada 1999 - 2003, a urmat cursurile Facultății de Drept din Iași
Își urmează pasiunea pentru teatru frecventând workshop-urile de actorie organizate de Dan Nuțu și școala de actorie condusă de Dragoș Bucur.

## Premii și nominalizări
- 2006 și 2007 – „Cea mai bună emisiune despre oameni obișnuiți”
- 2010 și 2011 – „Cea mai sexy vedetă de televiziune”
- 2008 și 2010 – „Cea mai bună emisiune de divertisment”

## Imaginea publică

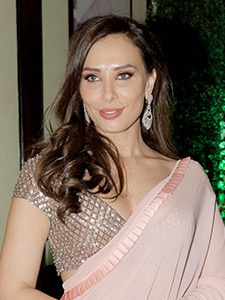

Iulia Vântur a captat atenția publicului in calitate de prezentator al știrilor de week-end la PRO TV, dar mai ales în rolul de co-prezentator al show-ului Dansez pentru tine, devenind rapid un personaj preferat al presei mondene.
Iulia Vântur s-a remarcat, de asemenea, prin ținutele sale inspirate și prin atitudinea feminină. 
Viața personală a Iuliei Vântur a fost în permanență un subiect de presă, în special pentru relațiile cu Marius Moga și Salman Khan.
De asemenea, presa de specialitate a oferit spații largi intereselor sale: stil de viață sănătos – healthy food, sport, yoga, meditație, wellness.
Pentru Iulia Vântur s-au realizat materiale ample în reviste precum InStyle, Unica, Marie Claire, Formula AS, Viva!, Ce se întâmplă doctore?, Ioana, Story, The One, Tabu, remarcându-se prin coperte eveniment cu pictoriale și ședințe foto speciale.
Iulia Vântur este considerată un profesionist al televiziunii din România, devenind una dintre puținele vedete TV care au prezentat doar emisiuni live de la începutul carierei.